# Quartier sans soleil (film, 1954)
Pour les articles homonymes, voir Quartier sans soleil.
Pour plus de détails, voir Fiche technique et Distribution.
Quartier sans soleil (太陽のない街, Taiyō no nai machi) est un film japonais réalisé par Satsuo Yamamoto et sorti en 1954.

## Synopsis
En 1925, une grève éclate dans une grande imprimerie à Tokyo. Le conflit dégénère et la répression policière s'exerce avec une violence exceptionnelle...

## Fiche technique
- Titre du film : Quartier sans soleil
- Titre original : 太陽のない街 (Taiyō no nai machi?)
- Réalisation : Satsuo Yamamoto
- Scénario : Saburō Tatsuno, d'après le roman de Sunao Tokunaga
- Photographie : Minoru Maeda, noir et blanc
- Musique : Nobuko Iida
- Décors : Kazuo Kubo
- Producteur : Zenpei Saga
- Société de Production : Shinsei Eiga
- Pays d'origine :  Japon
- Langue : japonais
- Genre : Drame social
- Durée : 140 minutes
- Date de sortie : Japon : 22 juin 1954

## Distribution artistique
- Sumiko Hidaka : Takae Haruki
- Yoshi Katō : Ishizuka
- Yasushi Nagata : Takagi
- Michiko Katsura
- Kenji Susukida
- Taiji Tonoyama
- Eijirō Tōno

## Commentaire
Quartier sans soleil est une adaptation d'un roman japonais de la littérature prolétarienne écrit par l'ouvrier-typographe Sunao Tokunaga et publié en feuilleton dans Senki en 1929. Ce récit, plus tard publié en tant que livre, retrace le conflit qui a eu lieu à l'imprimerie Kyodo Insatsu, dans le quartier de Koishikawa à Tokyo dans les premières années de l'ère Shōwa (1926-1989).
Le film est réalisé par Satsuo Yamamoto, cinéaste très engagé, lui-même impliqué dans les dures grèves de 1947-48 engagées à la Tōhō. Satsuo Yamamoto (1910-1983), qu'il ne faut pas confondre avec son collègue homonyme Kajirō Yamamoto (1902-1974), participa ensuite à la fondation d'une société de production indépendante, la Shinsei Eiga, qui lui permit, notamment, de réaliser ce film. 
Quartier sans soleil est un film au réalisme très impressionnant - la scène de torture d'un militant syndical par la police - comportant pourtant des séquences de « fraîches échappées » (Georges Sadoul) poétiques.